# Іоан Гурі Паску
Іоан Гурі Паску (рум. Ioan Gyuri Pascu; нар. 31 серпня 1961, Агніта, Сібіу, Румунія — 26 вересня 2016, Бухарест, Румунія) — румунський співак, продюсер, актор і комік. Також відомий своєю участю в комедійній трупі Divertis і діяльністю в румунському кіно і на телебаченні. Паску був менеджером декількох альтернативних музичних творів зі своїм лейблом Tempo Music і залишався відвертим критиком румунського комерційного радіо. Граючи в жанрах рок, ритм-енд-блюз, реггі та джаз, мультиінструменталіст Паску заснував кілька груп і став успішним музикантом, особливо на початку 1990-х, коли він був солістом групи, відомої як The Blue Workers.
Відомий своїми виступами в політичному сатиричному шоу Divertis, Паску був також успішним актором. Він з'являвся в таких кінофільмах як «Незабутнє літо» Лучіана Пінтіліе і «Захід» Крістіана Мунджіу. Виконав ряд ролей в румунських театрах. Він також був спортивним колумністом і автором християнської літератури.

## Біографія

### Ранні роки
Паску народився в місті Агніта (нині в повіті Сібіу), де він закінчив початкову школу. Його батько за національністю румун, а мати — наполовину угорка. З боку матері у нього також є польські та словацькі корені. Його мати була католичкою, а його батько, як і Гурі, був православним. Його ім'я відображає його походження: Іоан було вибрано як румунське ім'я, його другим ім'ям було угорське Гуріка (Дьюріка), але воно було записано як Ghiurico в його свідоцтві про народження і в інших документах. Як Паску пізніше пояснював, це було через те, що ні батько ні мати не були знайомі з угорської фонологією. Паску побічно володів угорською мовою і вважав за краще зменшувальне ім'я Гурі (Дьюрі).
Паску почав вчитися грі на фортепіано, коли йому було дев'ять років. Співав у шкільному хорі, розважаючи своїх друзів виконанням пісень відомих поп-співаків. У п'ятому класі він почав грати в гандбол в аматорській команді, відмовившись від уроків гри на фортепіано і роздумуючи над кар'єрою актора. Він також навчався грати на гітарі.
У чотирнадцять років голос Паску змінився, але він продовжив співати в хорі. Будучи школярем, Паску вступив в румунський комсомол. У 1976 році він вступив до середньої школи Агніта. У тому ж році він відмовився від гандболу і почав більш серйозне вивчення гітарної музики, використовуючи підручник Марії Боєр . Він дебютував як актор-аматор в 1977 році в спектаклі на сцені Будинку культури Агніта.
Паску також зацікавився концертами Cenaclul Flacăra, румунським об'єднанням музикантів, натхнених американським фолк-роком. Він познайомився з творчістю західних виконавців, таких як Олівія Ньютон-Джон і Queen. Брав активну участь в комсомольській культурній бригаді, писав і виконував свої перші твори в стилі фолк-рок.

### ГрупиTrandafirii NegriіFundal
У травні 1978 року Паску взяв участь у святкуванні Міжнародного дня солідарності трудящих в Медіаш, де подружився з братами Септіміу і Хорія Молдован, які були в тій же групі, що і поп-співачка Олена Чарстея . Згідно з офіційним сайтом Паску, вони грали для нього західні рок-хіти, в тому числі «Child in Time» групи «Deep Purple» і «July Morning» групи «Uriah Heep». Між 1978 і 1980 роками Паску співав з молдавської групою Trandafirii Negri, і його запрошували співати разом з ними на весіллях та інших торжествах . На зароблені гроші він купив свою першу акустичну гітару прямо на фабриці в Регіні та навчився грати на барабанах . Він написав одну зі своїх перших опублікованих пісень «Melancolie» («Меланхолія») в 1979 році.
У 1980 році Паску подав заявку в школу драматургії Іштвана Сентдьордьі в Тиргу-Муреші, але провалив вступний іспит. Потім він кілька місяців пропрацював токарем на державному заводі, після чого був покликаний в Сухопутні війська Румунії, де зустрівся з іншими музикантами-аматорами, що проходили службу. Разом вони заснували рок-групу Fundal, а Паску став її солістом і барабанщиком . Вони виступали на загальнонаціональному фестивалі Cîntarea României.
У 1982 році їх термін служби закінчився, Паску і Fundal повернулися в Медіаш. Там Паску помітила румунська радіостанція Radio Vacanţa. Він був запрошений виступити на молодіжних концертах радіостанції, де познайомився і потоваришував з Тео Петером, басистом для групи Compact, і музичним промоутером Андрієм Партошем . У 1982 році Паску також грав на концертах Cenaclul Flacăra, і брав участь в шоу Scinteia Tineretului. Пізніше він описував наставництво музикантів Крісті Мінкулеску, Лівіу Тудана, Аді Ордяна і Владі Кнеджевічіа як свою «третю реальну школу» . У 1980 році Паску захопився музикою реггі. Він познайомився зі стилем реггі завдяки творчості групи The Police, а потім став фанатом номерів в стилі реггі, виконуваних африканськими студентами в румунських університетах. Двадцять років по тому Паску заявив журналістам: «Між 1980 і 1985 роками я був у захваті від Боба Марлі».

### Університетські роки і дебют вDivertis
У 1984 році Паску переїхав в Клуж-Напока і поступив на факультет літератури Клужський університету, вивчав там румунську та іспанську мови. Він двічі подавав заявку на аналогічний факультет до Бухарестського університету, але не здав вступний іспит. Незабаром після вступу він поступив в театральну трупу університету Ars Amatoria şi Fiii, якою керував літературний критик Іон Вартіч. В цей час він виступав в радіо-комедіях і в театрі пародії, був залучений в літературний клуб Вартіча «Ехінокс». Паску зберігав свій інтерес до спорту, особливо до футболу, і був відомим фанатом футбольної команди Університатя.
У 1986 році, коли трупа Ars Amatoria гастролювала в Бухаресті з адаптацією п'єс Іона Луки Караджале, Паску познайомився і потоваришував з членами комедійного ансамблю та студентської групи Divertis, яка виконувала тонку політичну сатиру проти комуністичного правління Ніколае Чаушеску . Паску був фанатом Divertis з 1982 року і згадував: «Я зустрівся з хлопцями Divertis після шоу, вони мені сподобалися і попросили мене приєднатися до групи». Його перший виступ з Divertis відбулося в 1987 році на курорті Ізвору Мурешулуй в повіті Харгіта . Паску відновив свою музичну кар'єру і в тому же 1987 році був запрошений Партошем заспівати на літньому фестивалі в місті Діві.
У 1988—1989 роках, після закінчення університету, Паску викладав румунську мову і літературу в початковій школі в Улму в жудець (повіт) Келераші, відмовившись від продовження своєї кар'єри співака . В кінці 1989 року він був в Семеніче, де познайомився з Мірчею Банічу, колишнім учасником провідної рок-групи Румунії Transsylvania Phoenix . Він гостював у будинку Банічі, коли в Тімішоарі спалахнула антикомуністична революція. Він повернувся в Divertis в Яссах, але їх заплановане шоу було скасоване комуністичною владою.
Після падіння комунізму він зайнявся кар'єрою виконавця. Виступивши з сольним концертом в лютому 1990 року, відновив контракт з Divertis і об'їхав з ними країну. У тому ж році Divertis вперше виконали серію комедійних шоу, що транслювалися по Румунському телебаченню. Група працювала з кінорежисером і офіцером дорожньої поліції Вірджілом Вокіне, додаючи комедійні елементи в його серіалізовану кампанію по безпеці дорожнього руху «Reflecţii rutiere» («Придорожні роздуми»). З грудня 1990 по 1992 рік Паску був редактором передачі на тому ж каналі.
У 1992 році спільно з Мірчею Русу Паску випустив міні-альбом «Ar putea fi». У партнерстві зі своєю подругою Даньелою Марін він заснував Tempo Music, який претендував на звання першого незалежного музичного лейблу Румунії. Паску також заснував свою власну групу The Blue Workers.

### Перші музичні хіти
У 1993 році Паску домігся першого значного успіху в музиці з альбомом Mixed Grill і синглом «Ţara arde şi babele se piaptănă». Опитування, проведене журналом Evenimentul Zilei, назвав цей трек кращою піснею 1993 року, а загальнонаціональна радіостанція Radio Contact присудила Паску звання «Композитор року». Mixed Grill став експериментом Паску з синтезом року і реггі. Завдяки таким хітам як «Gizzi» і «Mi-am luat colac», деякі стали вважати його одним з піонерів румунського реггі. Змішання жанрів стало характерним для робіт Паску в музиці. Крім фортепіано, гітари і ударних, Паску також почав грати на гармоніці.
Незабаром після одруження на Даньелі Марін в серпні 1993 року, Паску був запрошений режисером Лучіаном Пінтіліе зіграти в його фільмі «Незабутнє літо». Акторська гра Паску отримала хороші відгуки.
У наступні роки Паску і The Blue Workers випустили два міні-альбоми в стилі ритм-н-блюз: Maşina cu jazzolină і Caseta pentru minte, inimă şi gură. Паску також з'явився на ряді комедійних записів, випущених Divertis, заслуживши репутацію автора протестних пісень. Румунська політика і соціальні дебати 1990-х років надихнули його на створення таких хітів як «Morcovul românesc» і «Instalatorul». Резонанс викликала одна з його пародійних пісень під назвою «Africa, Africa», в якій говорилося що сучасна Румунія не краще середньої африканської країни.
У 1995 році, після серії фестивалів, де він співав разом з The Blue Workers, Паску виступив з сольним концертом на фестивалі Cerbul de Aur в Брашові і був нагороджений музичним журналом Actualitatea Muzicală премією за «Кращий альбом» за Maşina cu jazzolină. Будучи телевізійним актором, Паску також брав участь в рекламі. У лютому 1997 року Паску випустив альбом Gânduri nevinovate. Дочка Паску, Ана Яріна, народилася пізніше в тому ж місяці.
Після 1997 року в своїй діяльності Паску став віддавати перевагу музичному продюсування. У період з 1998 по 2000 рік він і його дружина допомогли добитися успіху поп- і рок-групам Vama Veche, Domnişoara Pogany і Dinu Olăraşu. Після випуску збірника пісень Poveştile lui Gyuri в 1999 році він відійшов від музики, заявивши що розчарувався в нових поп-тенденціях, проте повернувся в 2000 році, випустивши обмежений реліз Lasă (muzică de casă).

### Від фільмуЗахіддо шоуFelix şi Otilea
У 2000 році Паску почав співпрацювати з кінорежисером Крістіаном Мунджіу. Він написав саундтрек до короткометражного фільму Мунджіу «Зеппінг» і зіграв у фільмі Мунджіу «Хор пожежних». Їх співпраця проявилася і в фільмі «Захід», для якого Паску написав музику і виконав роль Гіке. Ця робота Паску була прихильно прийнята критиками.
Через два роки після прем'єри «Заходу» Паску випустив альбом Stângul de a visa, який не мав великого комерційного успіху, оскільки, як відзначав Паску, він суперечив редакційній політиці комерційних радіостанцій.
20-річчя своєї музичної діяльності Паску відзначив гастрольним туром по країні, виступаючи переважно в провінційних клубах. Він продовжив брати участь в різних концертах, а з 2003 року брав участь у музичному ток-шоу Taverna на національному телеканалі TVR 1. З Divertis Паску став співведучим регулярної комедійної передачі на телеканалі Antena 1, зйомки якої проходили в США. Він також виступав зі скетчами в шоу Felix şi Otilea, за участю поп-співачок Моніки Ангел і Джоджо, коміків Кетелін Міреуце і Даньела Буздугана. Він був актором озвучування в Animat Planet, мультиплікаційному шоу Divertis на Antena 1. За ці роботи Паску був названий «кращим коміком 2003 року» в опитуванні TVR 1.
У 2004 році Паску випустив сольні альбоми O stea і Jocul de-a joaca. У 2005 році він випустив збірку своїх найкращих хітів, що отримала назву 12 ani, 12 balade. Паску возз'єднався з The Blue Workers для загальнонаціонального турне 2005 року і виступу 2006 року в Дитячому палаці в Бухаресті. Вони з'явилися також на фестивалі ProEtnica в Сігішоарі.
Паску пішов з Divertis в 2007 році, оскільки не міг підлаштуватися під їх жорсткий графік. Цей розрив не був повним, оскільки Паску продовжував брати участь в Animat Planet. У 2012 році він заявив, що остаточно відходить від політичного гумору.
Паску випустив альбом La jumătatea vieţii на концерті в Клуж-Напока в листопаді 2007 року. У цей час він також відновив свою кар'єру актора. Навесні 2007 року він виконав головну роль Ріке Вентурано в адаптації п'єси Караджале O noapte furtunoasă. Паску з'явився в документальному фільмі Маріуса Барни «Utopia impusă».

### Письменницький дебют і проекти Pro TV
У віці сорока років Паску почав публікувати християнську літературу, спеціалізуючись на містичних есе. Його надихали православний священик Арсеній (Бока) і болгарський окультист Омраам Мікаель Айванхов.
Паску також виконав роль румунського поліцейського в угорському фільмі, і зіграв у п'єсі Ежена Йонеско Le Viscomte . Він виступав з камео в телевізійних рекламних роликах і вів спортивні колонки в періодичних виданнях, включаючи журнал Time Out Bucharest. У сезоні 2008—2009 років зіграв головного інспектора Фане Поповича в Vine poliţia!, комедійному серіалі Pro TV. Телевізійний критик Чезар Паул-Бедеску назвав це «катастрофічним» провалом.
У квітні 2009 року Паску виконав комедійні комедійні інтермедії на церемонії нагородження UNITER Awards Gala, але його виступ отримав неоднозначні відгуки. Три місяці по тому він відкривав виступ американської фолк-співачки Сюзанни Веги на її шоу в Бухаресті.
Восени він возз'єднався з більшістю своїх колег з Divertis, після того, як вони перейшли з Antena 1 на Pro TV. Він з'явився в театрі «Метрополіс» в постановці «На дні» Максима Горького. П'єса отримала хороші рецензії, і присутність Паску разом з іншими комедійними акторами було названо незвичайним режисерським прочитанням трагедії Горького. Паску і The Blue Workers виступили на джазовому фестивалі в Сібіу. В кінці 2009 року Паску і його дружина розлучилися.
У квітні 2010 року Паску розкритикували у ЗМІ, коли він погодився виступити на мітингу в Тімішоарі, влаштованого рухом йога Грегор'яна Біволару (MISA). Критика була викликана юридичними проблемами MISA і звинуваченнями Біволару в сексуальних злочинах, однак Паску заявив: «Ці люди ніколи не завдавали мені шкоди, і у мене немає причин уникати їх компанії». Цього року Паску взяв участь і в інших концертах, в тому числі під час заходу Bookfest в червні. У листопаді він був гостем на концерті Мірчі Банічу. Паску також став власником свого власного питного закладу і музичного майданчика, бухарестської таверни, яку він назвав пабом Гурі.

### Інсульт 2010 року і розколDivertis
В кінці 2010 року Паску переніс інсульт і відновлювався в університетській лікарні в Бухаресті. Румунські ЗМІ припустили, що інсульт був викликаний стресом через його розлучення, хоча Паску заявив, що розставання було мирним. Після інсульту Паску вирішив відмовитися від вживання алкоголю. Він відновив сценічну діяльність, взяв участь в комедійній постановці Віктора Іона Попи Take, Ianke and Cadâr на початку 2011 року.
Паску повернувся в Land of Jokes, комедійний серіал, що випускався однією половиною складу Divertis для Pro TV, де він зіграв провідного персонажа Немурічула. Його повернення висунуло на перший план конфлікт між Тоні Греку, який випускав політичне шоу комедії того ж телеканала, і менш політизованою Land of Jokes. У червні 2011 року Паску та інші коміки Land of Jokes оголосили, що їх розкол з Divertis був остаточним, і їх контракт з Pro TV закінчився. Вони створили нову комедійну трупу, що отримала назву Distractis, оскільки бренд Land of Jokes залишився з Pro TV, і в серпні 2011 року підписали контракт з TVR 1. Передача Distractis відразу стала набирати високі рейтинги.
У жовтні 2011 року він приїхав в Клуж-Напоку на церемонію інавгурації Клуж-Арени, домашнього майданчика футбольного клубу Університатя. Він їздив в Сіетл і виступав на зборі коштів для нового румунського православного культурного центру в Америці. На початку 2012 року він зосередив свою музичну діяльність в жудець Сучава, де працював з місцевим автором і виконавцем Льяном Кублешаном. Їх співпраця привела до створення альбому балад Tropa, Tropa … € uropa!, випущеного 20 січня в Кимполунг-Молдовенеську, де Паску і The Blue Workers виконали концерт. Паско з'явився зі своїм колегою по фільму «Запад» Мірчею Діякону в короткометражному фільмі Loto, зігравши роль продавця автомобілів.

## Смерть
Вночі 26 вересня 2016 року його дружина двічі викликала швидку допомогу. У перший раз Паску скаржився на панічну атаку і на 3 дні безсоння. Як повідомив лікар швидкої допомоги, Паску не згадав про перенесений інсульт, а розповів тільки про діабет і біль в коліні, що заважає спати. Від госпіталізації він відмовився і тільки попросив дати йому снодійне. Другий дзвінок надійщов через пару годин, в цей раз Паску був уже без свідомості. Лікарі боролися за його життя протягом 45 хвилин, але безрезультатно. Медична експертиза постановила, що він помер через серцевий напад.

## Дискографія і фільмографія
| Дискографія: - Ar putea fi (міні-альбом, 1992) - Mixed Grill (студійний альбом, 1993) - Maşina cu jazzolină (студійний альбом, 1994) - Casetă pentru minte, inimă şi gură (студійний альбом, 1996) - Gânduri nevinovate (студійний альбом, 1997) - Lasă (muzică de casă) (студійний альбом, 2000) - Stângul de a visa (студійний альбом, 2002) - Prinde o stea (студійний альбом, 2003) - Jocul de-a joaca (студійний альбом, 2004) - 12 ani, 12 balade (збірка кращих хітів, 2005) - La jumătatea vieţii (студійний альбом, 2007) - Tropa, Tropa … € uropa! (студійний альбом з Льяном Кублешаном, 2012) - Electromagnetic Love (2013) | Фільмографія: - Cucoana Chirița (1986) - O vară de neuitat (1994) - Corul Pompierilor (2000) - Rusul - Occident (2002) - Gică - Canton (2004) - Offset (2006) - șofer taxi și muzica - Cartea Junglei (dublaj), - Regele Louie (2006) - Vine poliția! (2008) - Fane Popovici - Tablou (2008) - Im Angesicht des Verbrechens (2010) - Bondarenko - Dreileben III: Un minut de întuneric (2011) - Egon Scheer - Omega Rose (2015) |  |